# Renato Togni
Renato Togni (Frascati, 21 gennaio 1913 – Cherù, 21 gennaio 1941) è stato un militare italiano, tenente di cavalleria, vicecomandante del Gruppo Bande Amhara operante in Africa Orientale Italiana, fu insignito della Medaglia d'oro al valor militare alla memoria per il coraggio dimostrato in combattimento durante la battaglia di Agordat.

## Biografia
Nacque a Frascati il 21 gennaio 1913, figlio del generale Francesco e Bianca Billi. Si arruolò nel Regio Esercito come ufficiale di complemento, in quanto rifiutò di frequentare la Regia Accademia Militare di Modena perché suo padre ne era comandante. Assegnato all’arma di cavalleria chiese, ed ottenne, di prestare servizio in Africa Orientale Italiana, dove partecipò alle operazioni di controguerriglia e consolidamento dell’occupazione italiana. Transitato in servizio permanente effettivo, alla data dell’entrata in guerra del Regno d'Italia, avvenuta il 10 giugno 1940, prestava servizio effettivo nel Gruppo bande a cavallo dell’Amhara, in qualità di vice del tenente Amedeo Guillet e comandante effettivo della II Banda.
Inquadrato nella 4ª Divisione Coloniale del generale Luigi Frusci, con Quartier generale nel forte di Cherù, il Gruppo bande a cavallo iniziò il ripiegamento da Cassala con il resto della divisione, che marciava a piedi, il 17 gennaio 1941, sotto l'incalzare dell'offensiva inglese. Due giorni dopo il comando nemico lanciò all'inseguimento delle truppe italiane la 4ª Divisione anglo-indiana preceduta da un raggruppamento altamente motocorazzato, denominato Mobile Gazelle Force.
Nel tentativo di rallentare l'avanzata nemica, le cui punte avanzate avevano raggiunto Cherù, Frusci ordinò a Guillet di impegnare combattimento con le truppe nemiche. A partire dal 21 gennaio, il giorno del suo 28º compleanno, la I e la II Banda lanciarono un attacco in successione contro le truppe nemiche ancora in fase di schieramento, caricando a cavallo, dovendo poi riunirsi per lanciarne un terzo tutte insieme. Mentre stava effettuando la seconda carica Togni si accorse che tre carri armati Matilda Mk.II stavano per attaccare alle spalle il suo comandante. Pur consapevole del pericolo mortale, mandò un messaggero al tenente Guillet per avvertirlo  della situazione, informandolo che avrebbe caricato il nemico con trenta uomini, tutti volontari,  assicurando che avrebbe fatto il suo dovere. Dopo aver detto al plotone che se qualche soldato non voleva partecipare all’azione era libero  di non farlo e di abbandonare lo schieramento, ed aver visto che nessuno si era mosso, partì all’attacco alla testa dei suoi uomini mentre i carri stavano entrando in un uadì.  Lanciando bombe a mano i cavalieri piombarono sul nemico, che si difese strenuamente. Dei trenta cavalieri ne sopravvisse solo uno, il suo attendente,  che gravemente ferito ritornò da Guillet informandolo di ciò che era avvenuto, e di aver visto gli inglesi raccogliere il corpo di Togni con qualche riguardo deponendolo su una camionetta.
Per il coraggio dimostrato in questa azione fu decorato con la Medaglia d'oro al valor militare alla memoria, e il nemico scrisse del suo attacco nella Storia ufficiale della Campagna d’Etiopia: l’azione più valorosa fino a ora in questa guerra.

### Annotazioni
1. ↑  Il laconico messaggio informava Guillet che egli avrebbe caricato immediatamente gli inglesi con i suoi trenta "Marescialli", una velata e scherzoso richiamo ai Marescialli di Napoleone.
2. ↑  In lingua inglese: the most gallant affair untill now in this war.

### Fonti
1. 1 2 3 4 5  Stefanon 2011, p. 96.
2. ↑  Gruppo Medaglie d'Oro al Valor Militare 1965, p. 544.
3. 1 2 3 4 5 6  Stefanon 2011, p. 97.
4. 1 2 3 4  Stefanon 2011, p. 98.
5. ↑  Stefanon 2011, p. 99.
6. ↑  Quirinale - scheda - visto 2 febbraio 2018
7. ↑  Registrato alla Corte dei conti lì 26 marzo 1942, registro 12 Africa Italiana, foglio n.129.
8. ↑  Registrato alla Corte dei conti addì 30 gennaio 1941, registro 2 Africa Italiana, foglio n.5.